# Frederic Raurell
Frederic Raurell i Ges (Barcelone, 1930-21 décembre 2023) est un capucin catalan. Il est docteur en théologie et licencié en sciences bibliques et sémitiques.

## Biographie
Il a enseigné à l’école des Capucins de Sarrià et il est professeur d’exégèse et herméneutique à l'Université pontificale de Saint-Antoine de Rome et à la Faculté de Théologie de la Catalogne. Il est fondateur de l'Association Biblique de la Catalogne, de l'International Organization for the Study of the Old Testament et de l'International Organization for Septuagint and Cognate Studies. Il a collaboré à la Bible de la Fondation Biblique Catalane et aux Commentaires de l'Office des lectures. Il est co-directeur de la revue "Estudios Eclesiásticos”, où il a publié des nombreuses études.
Il a écrit aussi sur la matière franciscaine. Dernièrement il a fait des recherches sur sa propre famille, sur Sarrià, et sur le temps de la guerre d'Espagne.

## Œuvre
Frederic Raurell a publié des nombreux articles et livres Les suivants doivent être soulignés: 
- Ètica de Job i llibertat de Déu. Revista Catalana de Teologia, 4. 1979. 5-24[3].
- Del text a l’existència (1980). (ca)
- Mots sobre l’home, compilation d’articles sur anthropologie biblique (1984). (ca)
- Lineamenti di antropologia biblica. Casale Monferrato. 1986. (it)
- Der Mythos vom männlichen Gott (‘Le mythe du Dieu masculin’), dans le courant de la théologie feministe (1989). (de)
- Os, 4,7. De la "Doxa" a la "Atimia". Revista Catalana de Teologia, 14. 1989. 41-51[4].
- El Càntic dels Càntis en els segles XII i XIII: la lectura de Clara d'Assís. Barcelona. 1990. (ca)
- I  Déu digué.... La paraula feta història. Barcelona. 1995. (ca)